# 拉斐爾·安赫爾·卡爾德隆·福涅爾
拉斐爾·安赫爾·卡爾德隆·福涅爾（西班牙語：Rafael Ángel Calderón Fournier，1949年3月14日—），哥斯大黎加總統，基督教社會團結黨成員，出生於迪里安巴，是前总统拉斐尔·安赫尔·卡尔德隆·瓜迪亚之子，1990年至1994年在任。